# 成松町
成松町（なりまつちょう）は、かつて兵庫県氷上郡にあった町。現在の丹波市氷上町の中心部にあたる。本項では町制前の名称である成松村（なりまつむら）についても述べる。

## 地理
- 山岳：明治山、甲賀山
- 河川：加古川、葛野川

## 歴史
- 1889年（明治22年）4月1日 - 町村制の施行により、柿柴町（飛地を除く）・常楽村・上成松村・黒田村・犬岡村・西中村および柿芝村の飛地の区域をもって成松村が発足。
- 1912年（大正元年）10月1日 - 成松村が町制施行して成松町となる。
- 1955年（昭和30年）7月23日 - 沼貫村・葛野村・幸世村・生郷村と合併して氷上町が発足。同日成松町廃止。